# 青年和平團
財團法人青年和平團是由中國國民黨捐助，目的是推動青年志工服務、增進人群和諧、促進世界和平與發展。